# Karnieszewice
Karnieszewice (niem. Karnkewitz) – wieś sołecka w Polsce położona w województwie zachodniopomorskim, w powiecie koszalińskim, w gminie Sianów, 5,5 km na północny wschód od Sianowa, 1 km na północ od drogi nr 6 (Szczecin-Gdańsk) oraz 2 km na południowy wschód od linii kolejowej nr 202 (Koszalin-Słupsk; najbliższa stacja Skibno, 3 km na zachód).
Według danych z 30 czerwca 2003 r. wieś miała 226 mieszkańców.
Wieś ulicówka, pierwsza wzmianka z 1265, wieś w 1375 stanowiła majątek klasztoru cystersów z Bukowa. W 1976 rozpoczął działalność kombinat ogrodniczy.

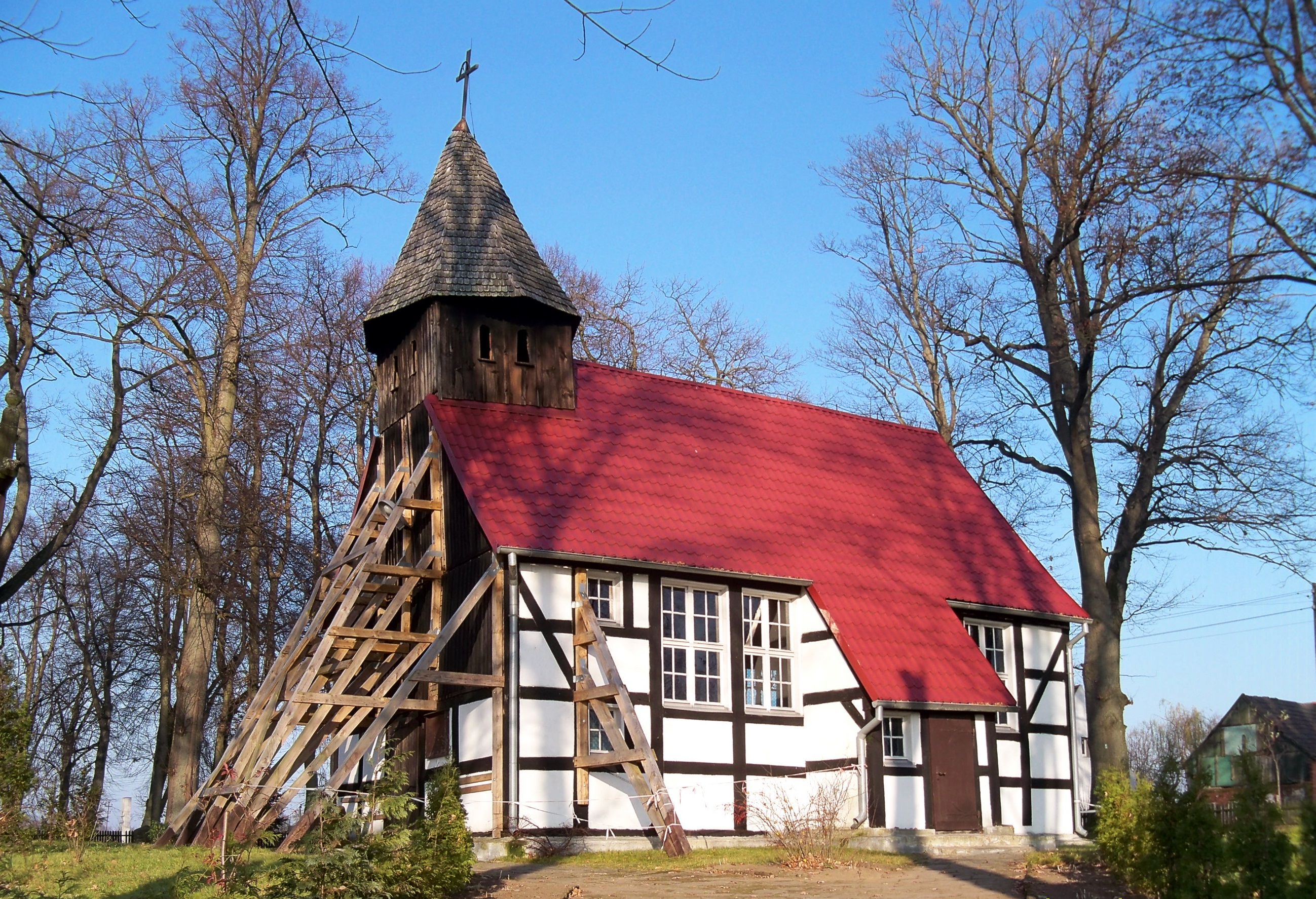
Kościół w Karnieszewicach

We wsi kościół Najświętszego Serca Pana Jezusa, filialny, z 1803, ryglowy, z dzwonnicą przykrytą hełmem ostrosłupowym oraz liczne szachulcowe domy mieszkalne, z XVIII-XX w. Wzdłuż torów aboretum, założone w połowie XIX w., w którym prowadzono doświadczenia nad aklimatyzacją daglezji zielonej (Pseudotsuga menziesii) i jodły pospolitej (Abies alba).
W latach 1975–1998 miejscowość administracyjnie należała do województwa koszalińskiego.
- 2 km na wschód-południowy wschód rezerwat przyrody "Jodły Karnieszewickie", florystyczny, o powierzchni 37,14 ha (utworzony 16.02.1978).